# Zabytek Zadbany

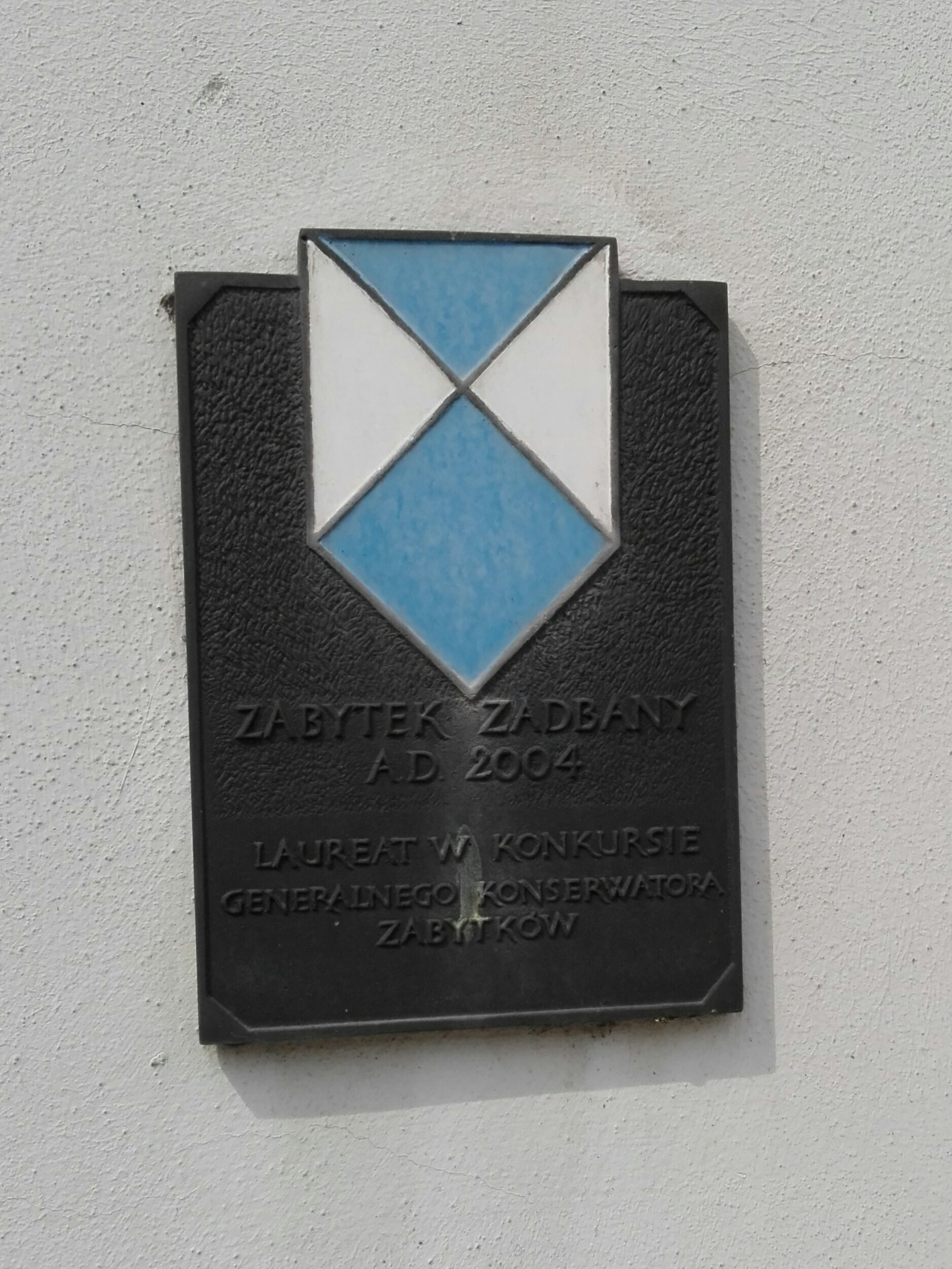
Tablica Zabytek Zadbany na ratuszu w Prudniku

Zabytek Zadbany – konkurs organizowany przez Narodowy Instytut Dziedzictwa, mający na celu upowszechnianie poprawnej dbałości o zabytki. Konkurs w szczególności propaguje poprawnie prowadzone prace konserwatorskie, rewaloryzacyjne i adaptacyjne, a także utrzymanie i zagospodarowanie zabytków. Nadzór nad konkursem ma Generalny Konserwator Zabytków, a sprawuje go w imieniu Ministra Kultury i Dziedzictwa Narodowego.
Konkurs Zabytek Zadbany kierowany jest do właścicieli, użytkowników, posiadaczy i zarządców obiektów zabytkowych.

## Historia
Konkurs powstał w 1975 roku. Zapoczątkowany został przez polskiego architekta i historyka Bohdana Rymaszewskiego, który w latach 1971–1983 pełnił funkcję generalnego konserwatora zabytków. Od początku istnienia konkursu jego zasady pozostają w dużej mierze bez zmian i od samego początku organizowany jest przez generalnego konserwatora zabytków.
Ocenie podlegają prace przeprowadzone w przeciągu ostatnich pięciu lat. Od samego początku kapituła konkursu zwraca szczególną uwagę na wysoką jakość wykonywanych prac zgodnie ze sztuką konserwatorską i wytycznymi konserwatora zabytków.
Pierwsza edycja konkursu zbiegła się z Międzynarodowym Rokiem Ochrony Zabytków w 1975 roku. W dawnym ustroju, w latach 70. i 80. XX wieku użytkownikami, właścicielami czy też zarządcami obiektów zabytkowych najczęściej były podmioty państwowe: PGR-y, ośrodki zdrowia, szkoły czy też wojsko. Zdarzały się też wyjątki np. w postaci lokalnych stowarzyszeń i osób prywatnych, chociaż w latach 1975–1984 takich laureatów było tylko około dziesięciu procent ze wszystkich nagrodzonych. W latach 1975–1980 w konkursie nie było żadnych kościołów i innych obiektów sakralnych. Później stały się one regularnymi uczestnikami konkursu. Po roku 1992, gdy w stan likwidacji postawiono PGR-y, do konkursu w większej mierze zaczęto zgłaszać pałace, dwory i zamki. Robili to zarówno prywatni właściciele, jak i samorządu lokalne.
Dość duże zmiany nastąpiły w roku 1999. Wówczas to konkurs zaczął być organizowany przez dalej przez generalnego konserwatora zabytków, ale od tej pory pod patronatem marszałka Sejmu RP oraz ministra kultury i dziedzictwa narodowego. Ponadto utworzono trzy kategorie: architektury i budownictwa, dzieła sztuki obronnej (lub ich części) oraz zabytki archeologiczne o własnej formie terenowej. Zrezygnowano natomiast z zabytkowych cmentarzy, układy urbanistyczne i zespoły budowlane oraz zabytkowe parki i ogrody. O ile przez wcześniejsze 25 lat obiekty zgłaszali konserwatorzy wojewódzcy, to od 1999 roku mogli to robić tylko właściciele lub użytkownicy obiektów, którzy zgłaszali budynki do konserwatora wojewódzkiego, a ten po ocenie obiektów na swoim terenie nominował do nagrody maksymalnie dwa. W dalszym etapie komisja przy konserwatorze generalnym wybierała maksymalnie sześć. Spośród nich konserwator generalny wybierał nie więcej niż trzech równorzędnych laureatów. Otrzymywali oni dyplom oraz brązową tablicę informującą o zwycięstwie, przeznaczoną do umieszczenia na obiekcie. Od tego też czasu nagrodę Zabytku Zadbanego mogły otrzymać zaledwie trzy obiekty w jednym roku.

## Kategorie
W konkursie jest pięć kategorii:
- Utrwalenie wartości zabytkowej obiektu;
- Rewaloryzacja przestrzeni kulturowej i krajobrazu;
- Adaptacja obiektów zabytkowych;
- Architektura i budownictwo drewniane;
- Zabytki techniki.

W każdej z nich nominuje się nie więcej niż cztery obiekty. Spośród nich jeden dostaje tytuł laureata, pozostałe wyróżnienia. Ponadto jest szósta specjalna kategoria właściwe użytkowanie i stała opieka nad zabytkiem. W tej kategorii jeden obiekt lub dwa (ex aequo) mogą otrzymać tytuł laureata. Nie nadaje się w tej kategorii wyróżnień.

## Nagrodzeni i wyróżnieni w latach 2012-2020
2012

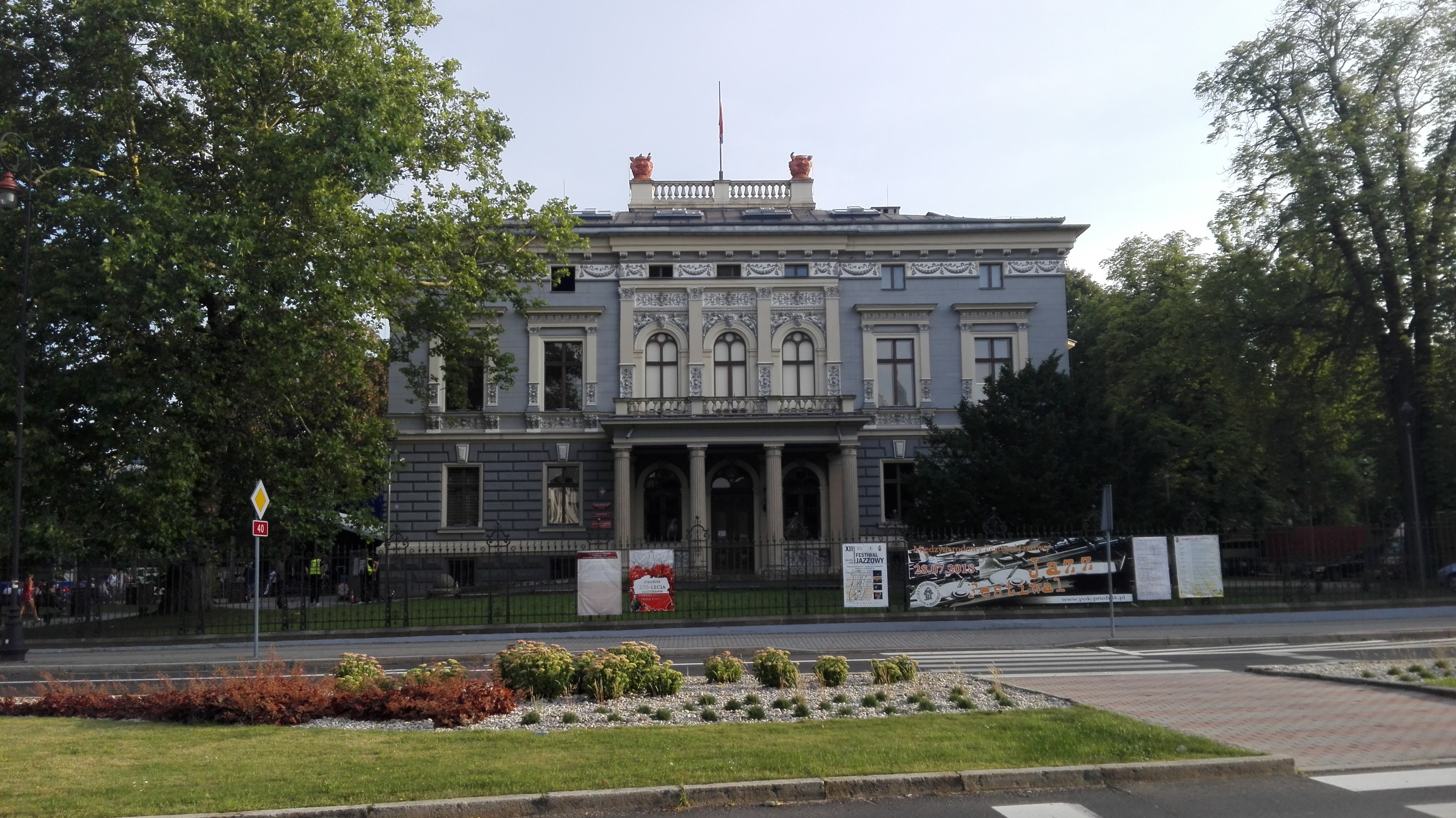
Willa rodziny Fränkel w Prudniku

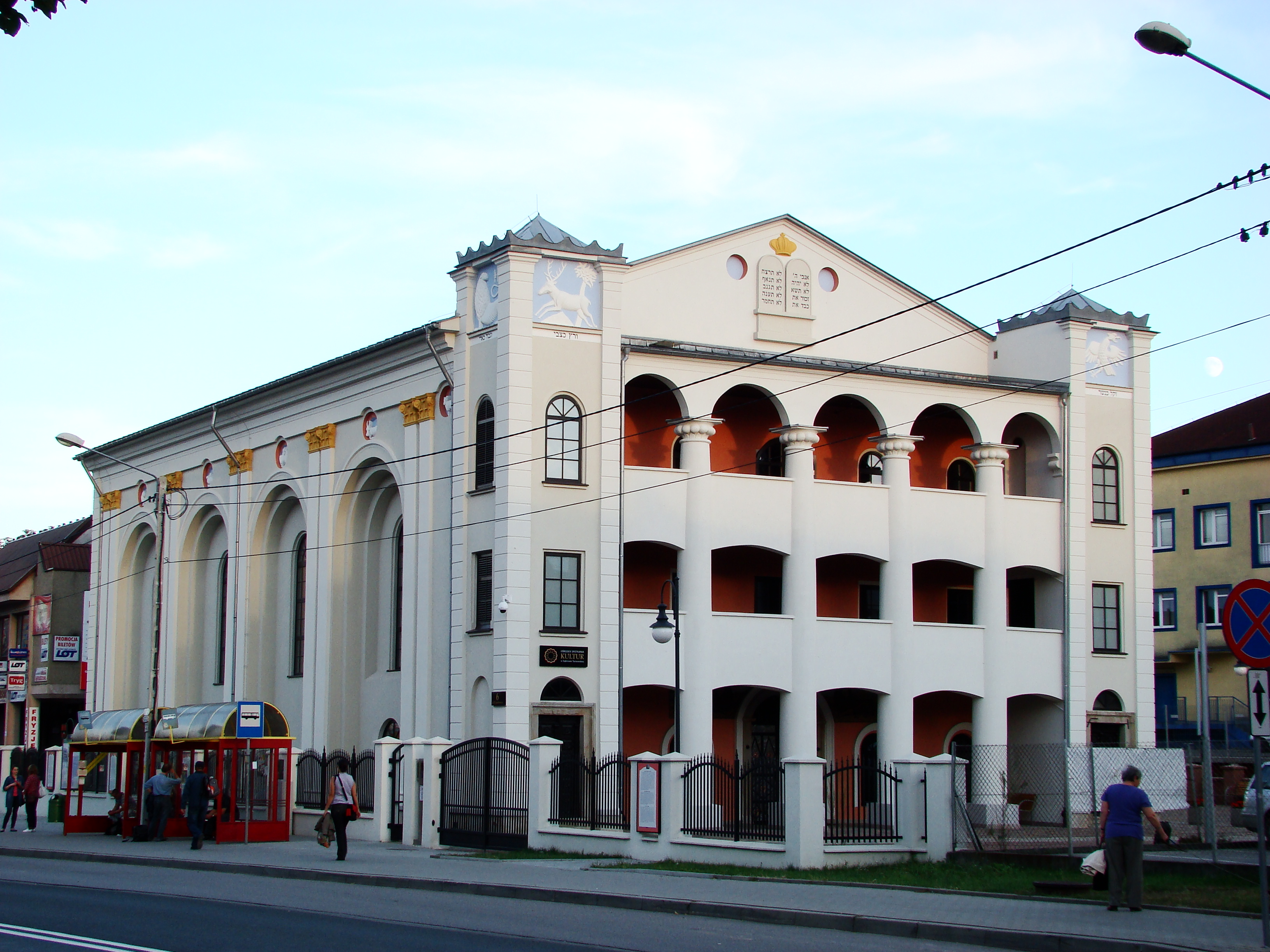
Synagoga w Dąbrowie Tarnowskiej

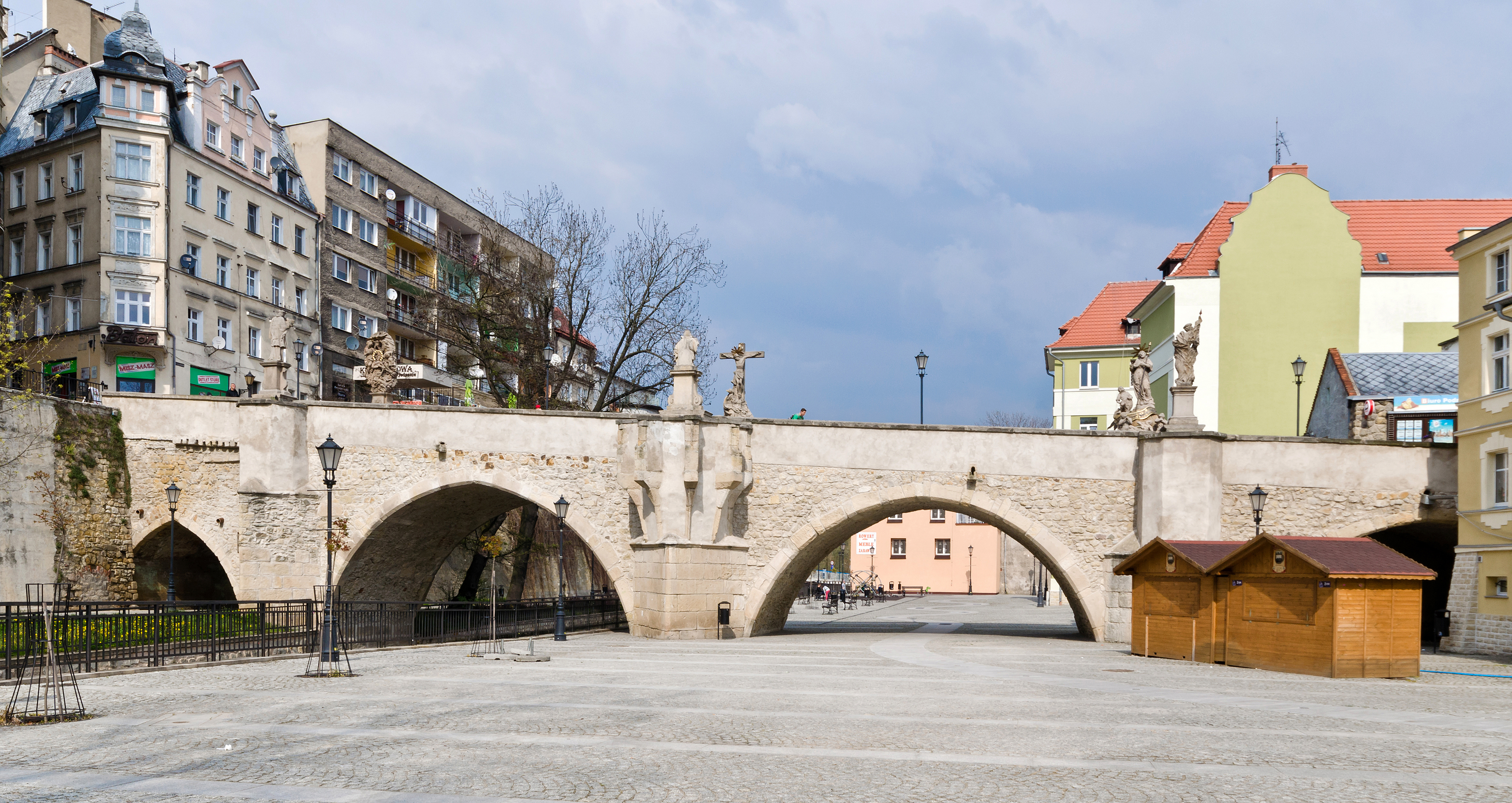
Most gotycki na Młynówce w Kłodzku

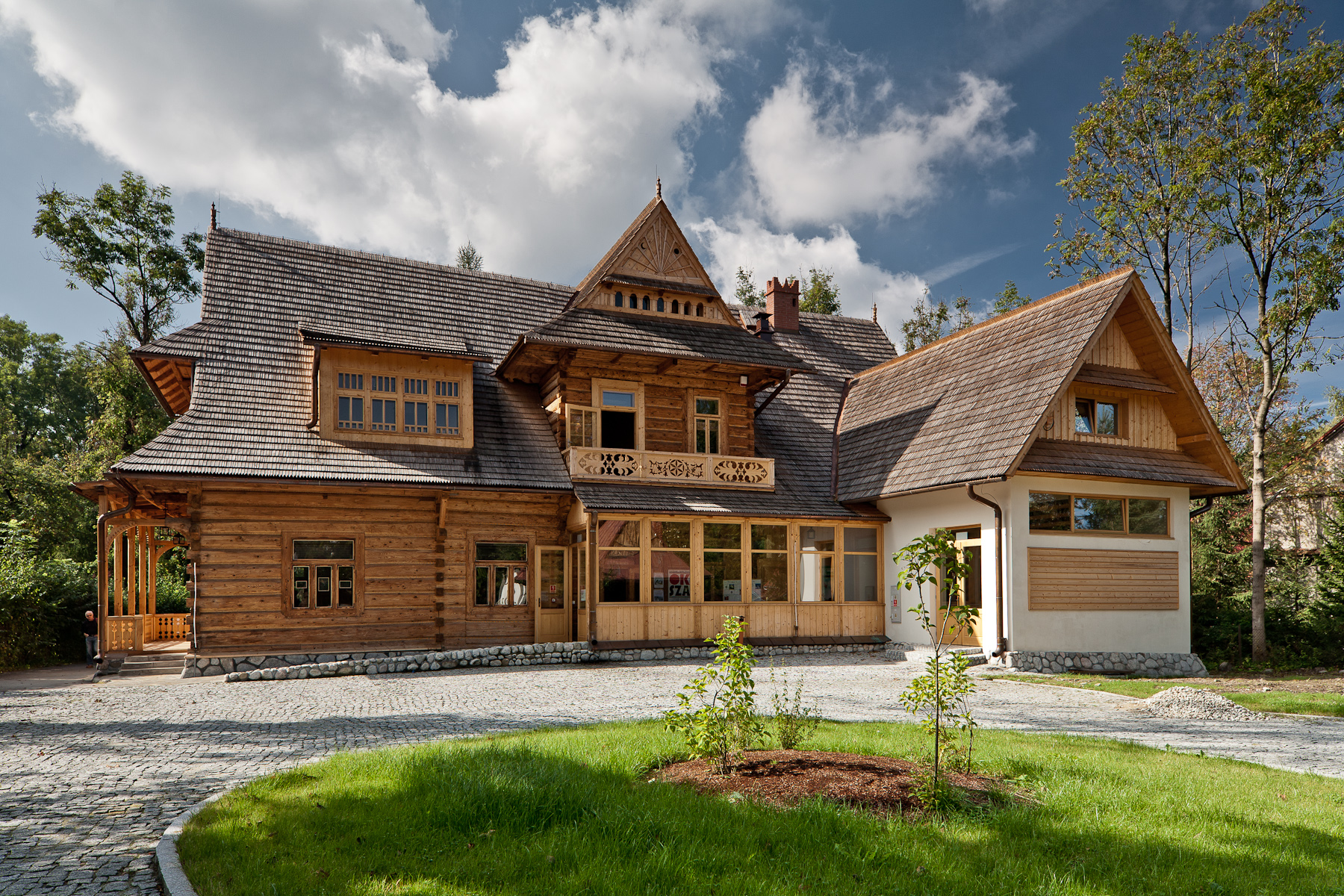
Willa „Oksza” w Zakopanem

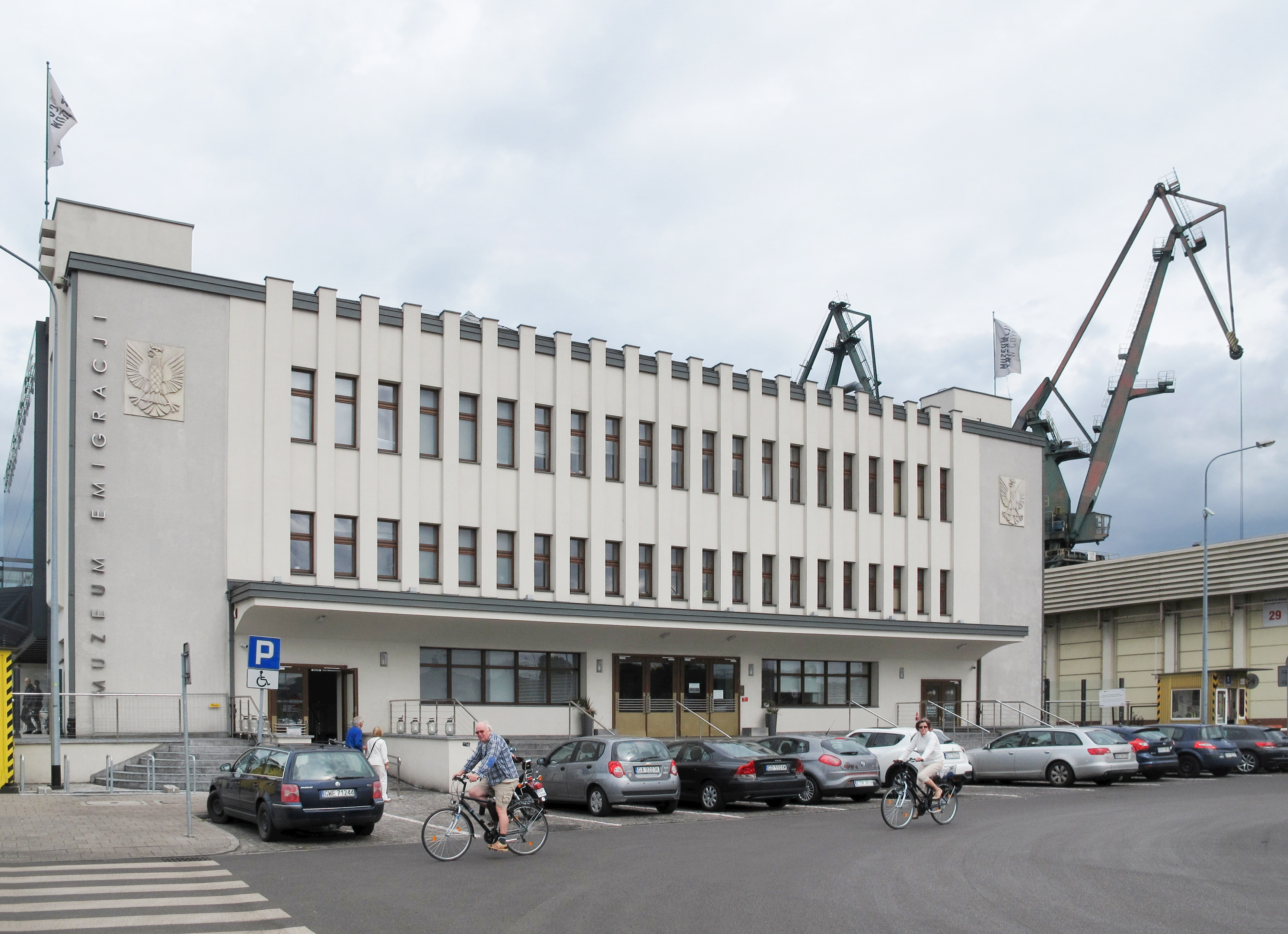
Dworzec Morski w Gdyni

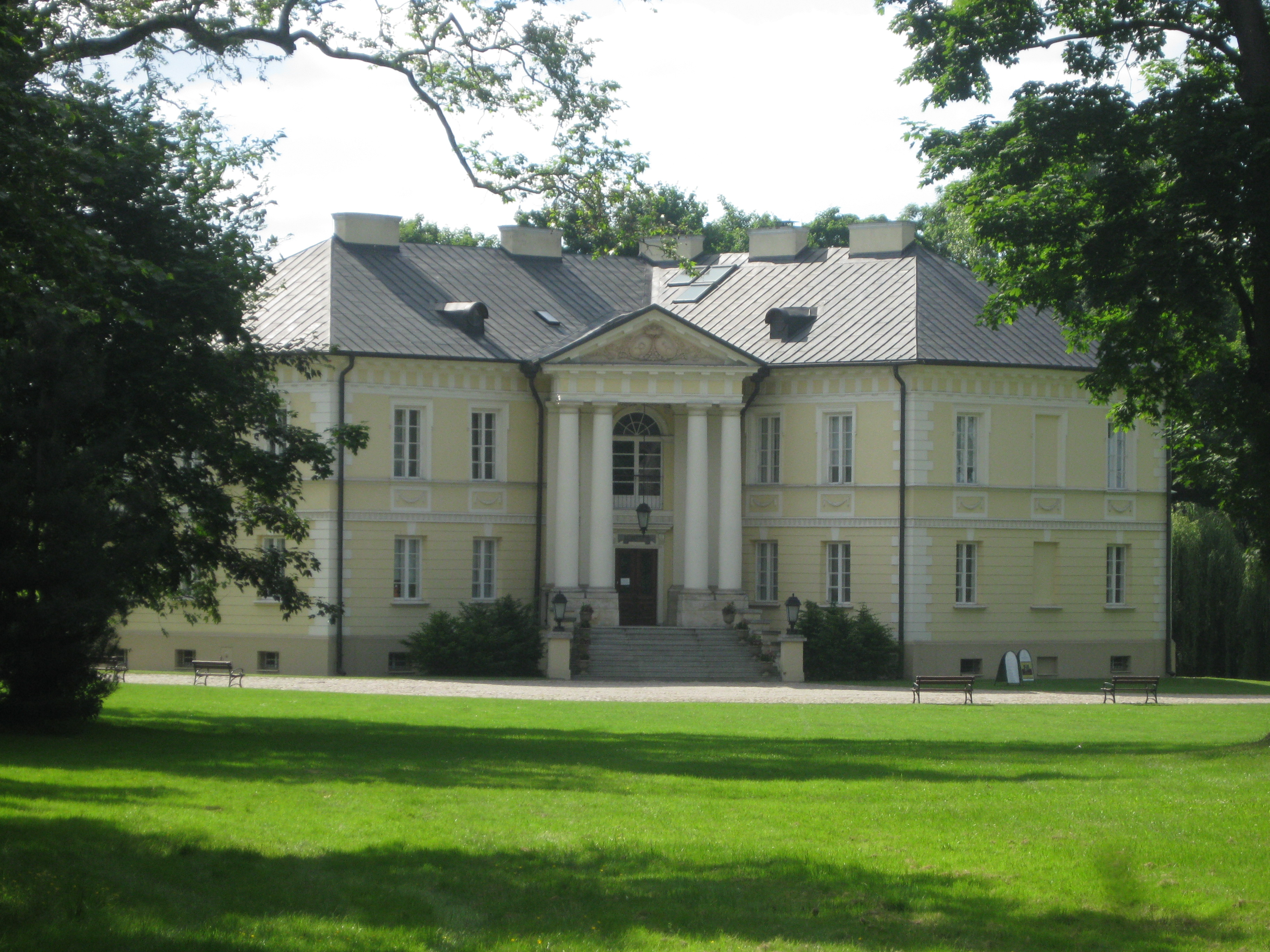
Zespół parkowo-pałacowy w Dobrzycy

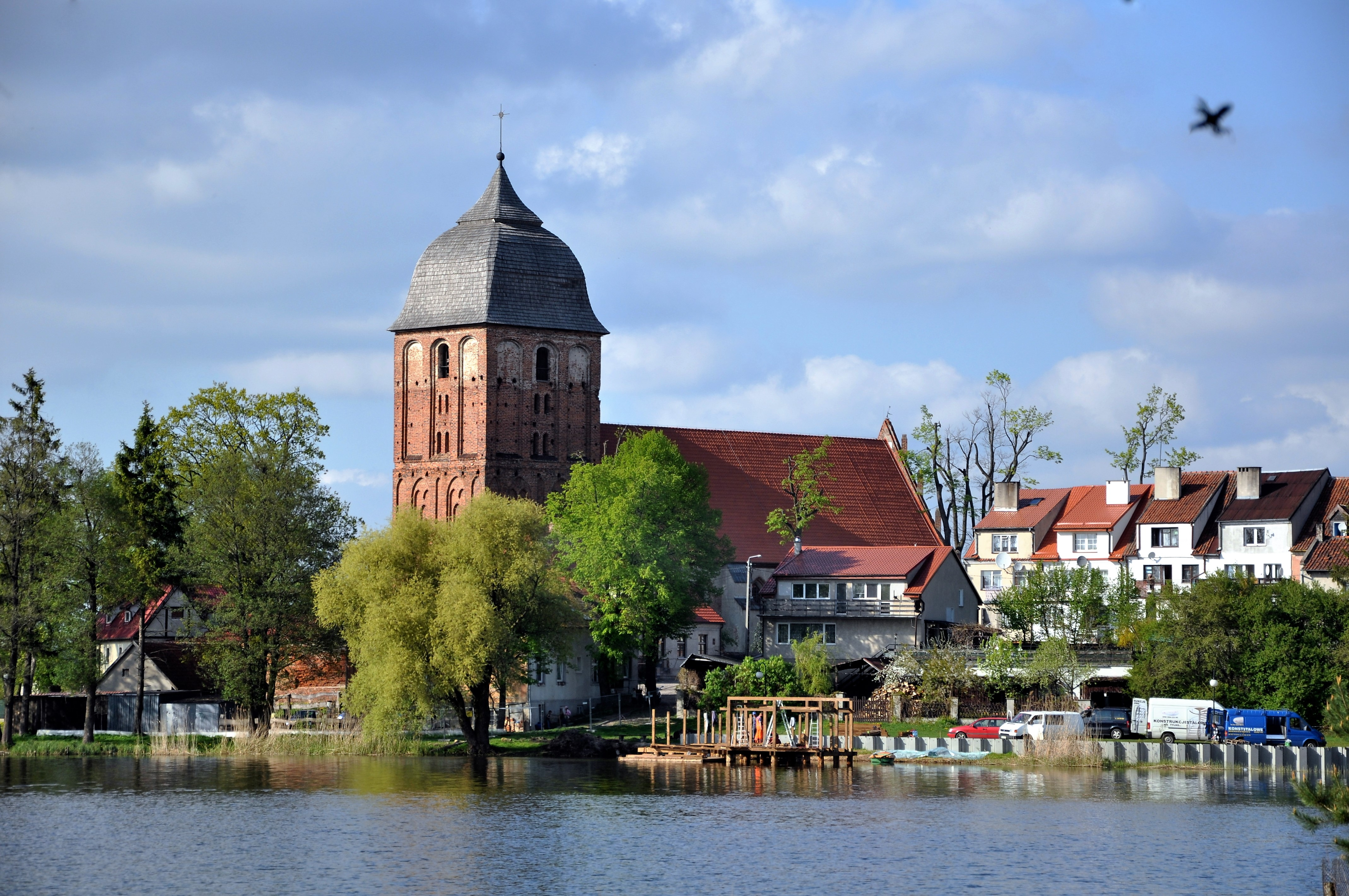
Kościół ewangelicko-augsburski w Pasymiu

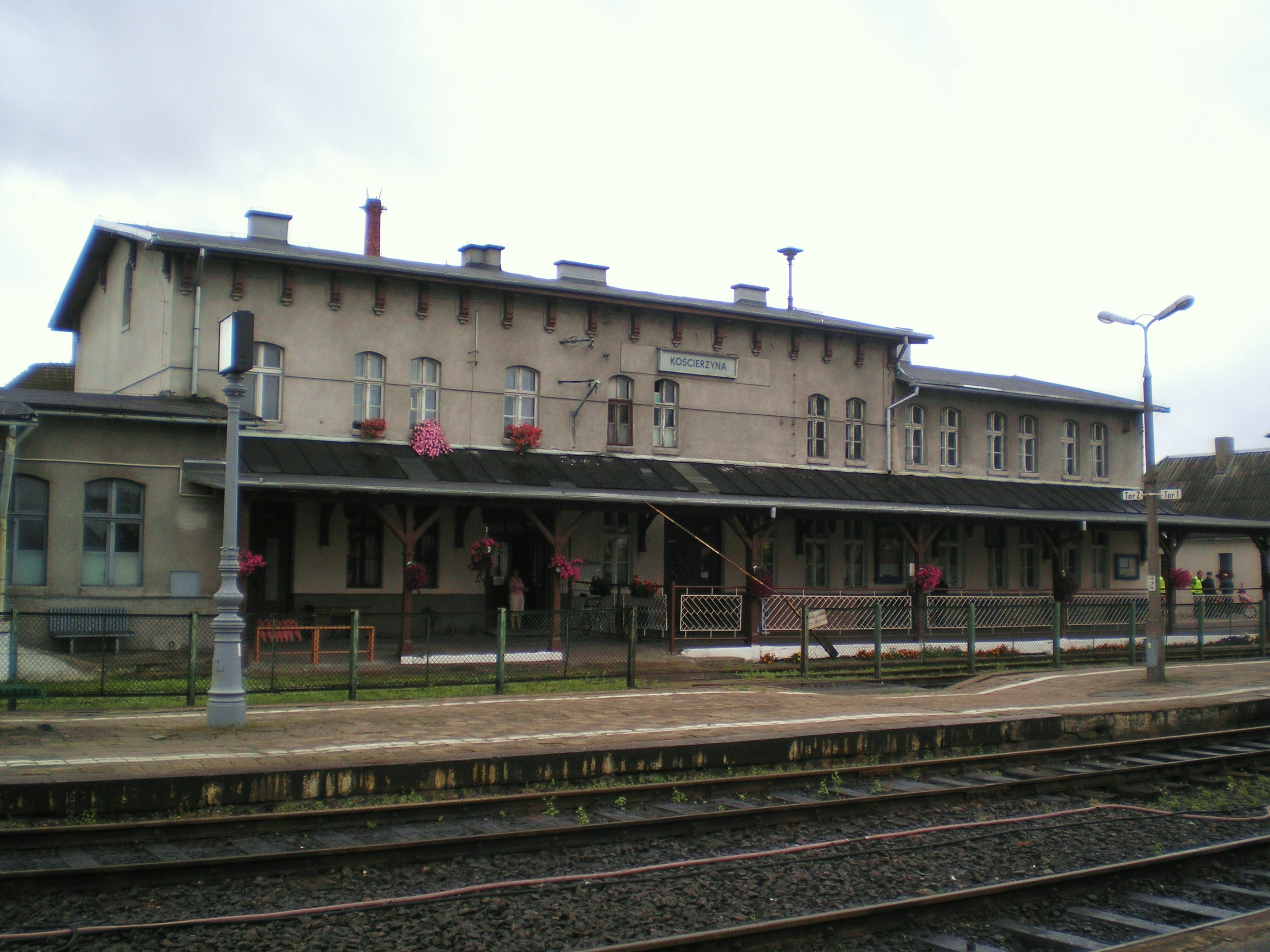
Dworzec kolejowy w Kościerzynie

- Utrwalenie wartości zabytkowej obiektu: Dwór w Kopytowej[5]
  - Wyróżnienia: Zamek biskupi w Siewierzu, Zamek w Prószkowie, Kościół Mariacki w Katowicach[5]
- Rewaloryzacja przestrzeni kulturowej i krajobrazu: Park Kulturowy Fortyfikacji Miejskich „Twierdza Gdańsk”[5]
  - Wyróżnienia: Dolina Miłości w Zatoni Dolnej, Willa rodziny Fränkel w Prudniku, Kościół Matki Bożej Pocieszenia w Jodłówce[5]
- Adaptacja obiektów zabytkowych: Muzeum Archeologiczne w Gdańsku[5]
  - Wyróżnienia: Ogród Dendrologiczny w Przelewicach, Nowa synagoga w Ostrowie Wielkopolskim, Pałac Kotulińskich w Czechowicach-Dziedzicach[5]
- Architektura i budownictwo drewniane: Kościół św. Trójcy i Matki Boskiej w Twardogórze, Kościół Świętych Apostołów Szymona i Judy Tadeusza w Kosieczynie[5]
  - Wyróżnienia: Cerkiew św. Paraskewy w Radrużu, Ratusz w Nowym Warpnie[5]
- Architektura przemysłowa i dziedzictwo techniki: Most wiszący w Ozimku[5]
  - Wyróżnienia: dworzec kolejowy w Przemyślu, Zespół Huty Żelaza w Zagwiździu, dawna fabryka papieru w Poznaniu[5]

2013
- Utrwalenie wartości zabytkowej obiektu: Dwór obronny w Łękach Górnych[6]
- Rewaloryzacja przestrzeni kulturowej i krajobrazu: Pałac w Żmigrodzie[6]
- Adaptacja obiektów zabytkowych: Synagoga w Dąbrowie Tarnowskiej[6]
- Architektura i budownictwo drewniane: Kościół św. Anny w Brzezinach[6]
- Architektura przemysłowa i dziedzictwo techniki: Zespół „Starej Przędzalni” w Żyrardowie[6]

2014
- Utrwalenie wartości zabytkowej obiektu: Budynek Urzędu Wojewódzkiego w Szczecinie[7]
  - Wyróżnienia: Bazylika Nawiedzenia Najświętszej Maryi Panny w Świętej Lipce, Kurtyna I-V południowa Fortu nr 2 „Kościuszko” Twierdzy Kraków, Most gotycki na Młynówce w Kłodzku[7]
- Rewaloryzacja przestrzeni kulturowej i krajobrazu: Zespół kaplic cmentarnych w Jeleniej Górze[7]
  - Wyróżnienia: Park Norweski w Cieplicach Śląskich-Zdroju, Wieża mieszkalno-obronna z umocnieniami bastionowymi w Rzemieniu, Zespół dworsko-parkowy z folwarkiem w Wiechlicach[7]
- Adaptacja obiektów zabytkowych: Wieża Piastowska w Opolu[7]
  - Wyróżnienia: Zamek w Goli Dzierżoniowskiej, Kościół poewangelicki w Nowym Stawie, Kuźnia w Dolsku[7]
- Architektura i budownictwo drewniane: Cerkiew Opieki Matki Bożej w Hańczowej[7]
  - Wyróżnienia: Kościół św. Anny w Zaklikowie, Kościół św. Macieja Apostoła w Trzebicku, Kościół Wszystkich Świętych w Cudzynowicach[7]
- Architektura przemysłowa i dziedzictwo techniki: Dworzec kolejowy w Puszczykówku[7]
  - Wyróżnienia: Bieszczadzka Kolejka Leśna, Chlewnia i obora w zespole folwarcznym w Wysokiej, Dawna zajezdnia tramwajowa w Szczecinie[7]

2015
- Utrwalenie wartości zabytkowej obiektu: dawny szpital Świętej Trójcy w Broniszowie[8]
  - Wyróżnienia: Ratusz w Kamiennej Górze, Willa Leopolda Kindermanna w Łodzi, Kolegiata św. Jana Chrzciciela w Myśliborzu[8]
- Rewaloryzacja przestrzeni kulturowej i krajobrazu: zabytkowe domy na murze miejskim przy ul. Sowińskiego w Dobrym Mieście[8]
  - Wyróżnienia: Pałac w Większycach, Zespół pałacowo-parkowy w Warce-Winiarach, Miejskie mury obronne w Trzcińsku-Zdroju[8]
- Adaptacja obiektów zabytkowych: Stara Kopalnia w Wałbrzychu[8]
  - Wyróżnienia: Centrum Dialogu Międzykulturowego „Dom Mendelsohna” w Olsztynie, Kościół św. Jana w Gdańsku, Wieża ciśnień w Kościanie[8]
- Architektura i budownictwo drewniane: Willa „Oksza” w Zakopanem[8]
  - Wyróżnienia: Dawne kasyno oficerskie w Legionowie, Kościół Świętego Krzyża w Głogówku, Kościół Wniebowzięcia Najświętszej Maryi Panny w Lutczy[8]
- Architektura przemysłowa i dziedzictwo techniki: Fabryka Sztuki w Łodzi[8]
  - Wyróżnienia: Kolektor sanitarny przy ul. Mostowej w Przemyślu, Zespół szybu Maciej w Zabrzu, Centrum Techniki i Rozwoju Regionu „Muzeum Nowoczesności” w Olsztynie[8]

2016
- Utrwalenie wartości zabytkowej obiektu: kościół Chrystusa Króla w Kwitajnach[9]
- Rewaloryzacja przestrzeni kulturowej i krajobrazu: Dwór w Kłóbce[9]
- Adaptacja obiektów zabytkowych: Dworzec Morski w Gdyni (ob. Muzeum Emigracji w Gdyni)[9]
- Architektura i budownictwo drewniane: Dom Ludowy w Supraślu[9]
- Architektura przemysłowa i dziedzictwo techniki: Kanał Elbląski: pochylnie Buczyniec, Kąty, Oleśnica, Jelenie, Całuny; śluzy: Miłomłyn, Zielona, Ostróda, Mała Ruś[9]

2017
- Utrwalenie wartości zabytkowej obiektu: kościół zamkowy Najświętszej Marii Panny[10]
- Rewaloryzacja przestrzeni kulturowej i krajobrazu: Zespół parkowo-pałacowy w Dobrzycy[10]
- Adaptacja obiektów zabytkowych: Centrum Konferencyjne Zamek w Szczecinku[10]
- Architektura i budownictwo drewniane: Drewniany dom w Zborowskiem[10]
- Architektura przemysłowa i dziedzictwo techniki: Dworzec kolejowy Wieliczka Park[10]
- Właściwe użytkowanie i stała opieka nad zabytkiem: kaplica Trójcy Świętej w Lublinie[10]

2018
- Utrwalenie wartości zabytkowej obiektu: kaplica Hochberga przy kościele św. Wincentego i św. Jakuba we Wrocławiu[11]
- Rewaloryzacja przestrzeni kulturowej i krajobrazu: Park-arboretum w Gołuchowie[11]
- Adaptacja obiektów zabytkowych: Dwór w Psieniu-Ostrowie[11]
- Architektura i budownictwo drewniane: brak[11]
- Zabytki techniki: Walcownia – Muzeum Hutnictwa Cynku w Katowicach[11]
- Właściwe użytkowanie i stała opieka nad zabytkiem: kościół ewangelicko-augsburski w Pasymiu[11]

2019
- Utrwalenie wartości zabytkowej obiektu: Zakład Karny w Nowym Wiśniczu[12]
- Rewaloryzacja przestrzeni kulturowej i krajobrazu: skansen w Markowej[12]
- Adaptacja obiektów zabytkowych: Dworzec kolejowy w Kościerzynie[12]
- Architektura i budownictwo drewniane: kościół Pokoju w Jaworze[12]
- Zabytki techniki: wieża ciśnień w Biedrusku[12]
- Właściwe użytkowanie i stała opieka nad zabytkiem: Kościół św. Jerzego w Gliwicach-Ostropie, Kaplica Świętego Jana Nepomucena w Zerwanej[12]

2020
- Utrwalenie wartości zabytkowej obiektu: Kościół Matki Boskiej Różańcowej w Koszalinie-Jamnie[13]
  - Wyróżnienia: Rotunda Świętego Mikołaja w Przemyślu, Biały Domek - Muzeum Łazienki Królewskie w Warszawie, Wieża Ariańska w Wojciechowie[14]
- Rewaloryzacja przestrzeni kulturowej i krajobrazu: nie przyznano[14]
  - Wyróżnienia:
- Adaptacja obiektów zabytkowych: Klasztor magdalenek, obecnie Centrum Aktywności Społecznej w Szprotawie[13]
  - Wyróżnienia: Willa „Japonka” w Krzeszowicach, Biały Spichlerz w Słupsku, Zespół klasztorny dawnego opactwa cysterek w Trzebnicy
- Architektura i budownictwo drewniane: Lamus w Knyszynie[13]
  - Wyróżnienia: Kościół parafialny Świętego Marcina Biskupa w Starej Wiśniewce, Kościół parafialny Świętych Apostołów Piotra i Pawła wraz z dzwonnicą – dawna cerkiew greckokatolicka w Hannie, Budynek dawnego dworca cesarskiego w Gumniskach Małych[14]
- Zabytki techniki: Wieża ciśnień w Malborku[13]
  - Wyróżnienia: Pływalnia Miejska w Siemianowicach Śląskich, Wodozbiór - Muzeum Łazienki Królewskie w Warszawie[14]
- Właściwe użytkowanie i stała opieka nad zabytkiem: Zamek w Pszczynie[13], Siedziba Muzeum Warszawy – zespół jedenastu kamienic przy Rynku Starego Miasta 28-42 / ul. Nowomiejskiej 4-8 w Warszawie[14]